# Campeonato Sul-Mato-Grossense Série B 2016
In 2016 werd het zeventiende Campeonato Sul-Mato-Grossense Série B gespeeld voor voetbalclubs uit de Braziliaanse staat Mato Grosso do Sul. De competitie werd georganiseerd door de FFMS en werd gespeeld van 27 november tot 18 december. URSO werd de kampioen.

## Eerste fase
| Plaats | Club       | Wed. | W | G | V | Saldo | Ptn. |
| ------ | ---------- | ---- | - | - | - | ----- | ---- |
| 1.     | URSO       | 3    | 2 | 1 | 0 | 6:1   | 7    |
| 2.     | União-ABC  | 3    | 1 | 2 | 0 | 7:2   | 5    |
| 3.     | Coxim      | 3    | 1 | 0 | 2 | 4:10  | 3    |
| 4.     | Moreninhas | 3    | 0 | 1 | 2 | 0:4   | 1    |

|  | Geplaatst voor finale |

## Finale
|                   |            |       |           |                            |
| 18 december 10:00 | URSO       | 1 – 0 | União-ABC | Estádio Douradão, Dourados |
| 18 december 10:00 | Batata 38' |       |           | Estádio Douradão, Dourados |

### Kampioen
| Campeonato Sul-Mato-Grossense de 2016 - Série B |
| Mato Grosso do Sul                              |
| ----------------------------------------------- |
| URSO Kampioen (1° titel)                        |